# Espresso
«Espresso» (с англ. — «Эспрессо») — песня американской певицы и автора-исполнителя Сабрины Карпентер. Она была выпущена 12 апреля 2024 года на лейбле Island Records в качестве лид-сингла с альбома Short n’ Sweet. Карпентер написала песню вместе с Эми Аллен, Стеф Джонс и Джулианом Банеттой, причём последний выступил продюсером. Это поп- и фанк-трек, который включает в себя синти-поп и диско, и содержит текст об уверенности в себе.
Песня «Espresso» получила признание музыкальных критиков, которые похвалили ее текст и запоминаемость. Песня также стала коммерчески успешной, заняв третье место в американском чарте Billboard Hot 100 и став первым синглом Карпентер, вошедшим в первую десятку чарта. За пределами Соединенных Штатов «Espresso» возглавил чарты в 20 странах, включая Австралию, Бельгию, Ирландию, Норвегию и Великобританию, и вошел в первую десятку чартов еще как минимум в 20 странах. Кроме того, сингл Карпентер стал ее первым синглом номер один в Billboard Global 200 и в Global Excl. US. В четырнадцати странах он получил платиновый или более высокий сертификат, а во Франции — бриллиантовый. Песня стала третьим бестселлером 2024 года во всем мире.
Дэйв Мейерс снял клип на песню «Espresso». В поддержку релиза песни Карпентер исполнила ее на фестивале Coachella 2024 (Калифорния). Она включила ее на бис в сет-лист своего пятого концертного тура Short n' Sweet Tour (2024—2025). Песня получила награду MTV Video Music Award в номинации «Песня года», что стало первой победой Карпентер на VMA. Песня «Espresso» была номинирована на премию «Грэмми» в категориях «Запись года» и «Лучшее сольное поп-исполнение» на 67-й ежегодной церемонии вручения премии «Грэмми» и победила в последней.

## История
16 января 2024 года Сабрина Карпентер была подтверждена как участница американского фестиваля Коачелла, проходящего в Индио, штат Калифорния. В преддверии своего выступления она анонсировала новую песню на рекламных щитах, которые гласили: «Она заставит вас прийти… на её сет на Коачелла!». Карпентер объявила о выходе «Espresso» в своих аккаунтах в социальных сетях 8 апреля 2024 года, указав дату релиза и обложку. Она сопроводила пост следующими словами: «Просто хотела выпустить небольшую песню перед Коачеллой». Island Records выпустил сингл в потоковом режиме и в виде цифрового скачивания, а Polydor Records — на виниле и кассетах.

## Композиция
В интервью Зейну Лоу на Apple Music 1 Карпентер подтвердила, что написала песню во Франции в «очень быстром процессе», и это вдохновило её на то, «как в итоге получилась песня». Слова песни — об уверенности в себе. В интервью американскому журналу Vogue она заявила, что песня о том, что «женственность — это ваша суперсила, а уверенность в себе — это „та самая сучка“». Музыкальные журналисты описали жанр песни как поп, с элементами синти-попа, диско и фанка.

## Музыкальное видео
Сопровождающее музыкальное видео на песню «Espresso» было выпущено 12 апреля 2024 года, через день после выхода песни. Режиссёром видео выступил Дэйв Мейерс. О клипе Карпентер сказала: «С того самого дня, как я услышала песню, я увидела пляжную атмосферу, а точнее, такую олдскульную [и] современную обстановку. Я хотела передать игривость, которую я люблю использовать во всех своих видео. А ещё я просто хотела машину с бассейном, если честно».
Видео начинается с того, что Сабрина и другой мужчина едут на скоростном катере. Когда мужчина наклоняется к Сабрине, она делает резкий поворот, в результате чего он выпадает из лодки. Она достаёт его бумажник и вытаскивает из него золотую кредитную карту. Высадившись на берег, она встречается с другими девушками и занимается различными делами: читает книгу, делает массаж и педикюр, а также загорает, обмахиваясь листьями. Перед самым вторым куплетом появляется ещё один ретро-автомобиль с группой мужчин, которые держат доску для сёрфинга, на которой она танцует. Они продолжают веселиться вместе, и в конце концов машина наполняется водой, а Сабрина и один из мужчин укладываются в неё, как в джакузи. Однако затем её замечает мужчина из начала видео и полиция, которая задерживает Сабрину и забирает у неё бумажник и золотую кредитную карту. Сабрина машет на прощание, после чего её запихивают в полицейскую машину, которую полицейский не может завести. Музыка играет из клаксона на крыше машины.

## Живое исполнение
Карпентер впервые исполнила песню «Espresso» вживую на фестивале музыки и искусств в долине Коачелла, который состоялся 12 апреля 2024 года в Калифорнии (США). 18 мая Карпентер исполнила песню на шоу Saturday Night Live.
Карпентер исполнила попурри из песен «Taste», «Please Please Please» и «Espresso» на церемонии MTV Video Music Awards 2024 11 сентября 2024 года. Выступление началось с аудиозаписи песни Бритни Спирс «Oops!… I Did It Again» (2000). Расположившись на массивном бриллианте, подвешенном высоко над сценой, Карпентер начала исполнять песню «Please Please Please», пока вокруг нее каскадом сыпались серебряные конфетти. Она опустилась на футуристическую площадку, где астронавт и голубокожий инопланетянин исполнили танец под песню «Taste». Провокационная хореография включала момент, когда инопланетянин игриво закидывал ногу на плечо астронавта, после чего Карпентер вышла на центральную сцену, отодвинула астронавта в сторону и поцеловала женщину-пришельца. Сняв высокий воротник своего украшенного серебром наряда, Карпентер прошлась по подиуму, напевая «Espresso», в окружении танцоров в шлемах, исполняющих космическую тематику под неоновыми вывесками и изображением гигантского лунного человека, уходящего в толпу. Выступление завершилось тем, что Карпентер откинулась на спину в группе танцоров, вдохновленная сходным образом Мэрилин Монро из фильма «Джентльмены предпочитают блондинок» 1953 года. Лестер Фабиан Брэтвейт из Entertainment Weekly и Ханна Джексон из Vogue посчитали, что Карпентер подражала Спирс, Монро и Мадонне во время её мирового турне Blond Ambition.
26 октября 2024 года Карпентер вместе с Тейлор Свифт исполнила эту песню на концерте в Новом Орлеане в рамках тура Свифт Eras Tour в мэшапе с «Please Please Please» и песней Свифт «Is It Over Now?». 2 февраля 2025 года Карпентер исполнил «Espresso» на 67-й ежегодной церемонии вручения премии «Грэмми».

## Коммерческий успех
Предварительные данные уже предсказывали большой успех для трека «Espresso» Сабрины Карпентер, благодаря которому она может сразу попасть в топ-10 британского хит-парада UK Singles Chart. Ранее Карпентер трижды попадала в топ-40 в Великобритании, лучший результат — 19-е место с песней «Feather» 2023 года.
Песня «Espresso» дебютировала на десятом месте в чарте Billboard Global 200, став первой песней Карпентер, достигшей и дебютировавшей в первой десятке, и четвёртой в целом. За первую неделю после выхода песня набрала 34,6 миллиона потоков только на Spotify. Песня показала хорошие результаты на международном уровне, дебютировав в топ-10 в пяти странах. В чарте от 22 июня песня возглавила Billboard Global 200 и одновременно на № 2 дебютировала следующая песня Карпентер «Please Please Please». В США песня дебютировала на седьмом месте в Billboard Hot 100 на неделе, датированной 27 апреля 2024 года, став первым хитом Карпентер в топ-10 и самым высоким дебютом в чарте. Спустя неделю 11 мая 2024 года трек поднялся на 4-е место. Песня также стала её четвёртым попаданием в чарт Hot 100 и вторым хитом в топ-40. «Espresso» стала третьей песней Карпентер в чарте Billboard Mainstream top 40. В Канаде песня также дебютировала на той же позиции под номером семь. Там песня стала её первым хитом в топ-10. В Великобритании песня дебютировала под номером шесть в чарте синглов Великобритании UK singles chart. Это стало её первым хитом в топ-10 и вторым хитом в топ-20, предыдущий сингл «Feather» занял 19-е место в чарте в 2023 году. Песня также попала в топ-10 в Ирландии, дебютировав под номером девять в чарте Irish Singles Chart.

## Отзывы

### Итоговые списки
Rolling Stone назвал трек 4-й лучшей песней 2024 года, заявив, что «Шипучий синти-поп-журнал Сабрины Карпентер достаточно силен, чтобы заставить вас подумать, что вы тоже тот самый эспрессо — даже если вам уже много лет не приходилось задерживаться на работе, потому что вы певица. Карпентер поддерживает богатый, медовый вокал и остроумные намеки, придавая 2024 столь необходимый всплеск веселья. Она — Маунтин Дью, она — воплощение мечты, она — поп-звезда, чей драйв не сравнится с ранней Мадонной. Налейте нам еще чашечку, эта совсем крошечная!».
Pitchfork включил «Espresso» в свой список 100 Лучших песен 2024 года.
| Публикация           | Список                              | Место | Ссылки |
| -------------------- | ----------------------------------- | ----- | ------ |
| Associated Press     | Top Songs of 2024                   | н/д   | [ 37 ] |
| Billboard            | The 100 Best Songs of 2024          | 3     | [ 38 ] |
| Consequence          | 200 Best Songs of 2024              | 8     | [ 39 ] |
| ELLE                 | The Best New Songs of 2024          | н/д   | [ 40 ] |
| Entertainment Weekly | The 10 Best Songs of 2024           | 5     | [ 41 ] |
| Exclaim!             | 20 Best Songs of 2024               | 6     | [ 42 ] |
| The Guardian         | The 20 Best Songs of 2024           | 2     | [ 43 ] |
| The New York Times   | Lindsay Zoladz’s Best Songs of 2024 | 1     | [ 44 ] |
| NPR                  | 124 Best Songs of 2024              | н/д   | [ 45 ] |
| Pitchfork            | The 100 Best Songs of 2024          | 7     | [ 46 ] |
| The Ringer           | The 11 Best Songs of 2024           | 2     | [ 47 ] |
| Rolling Stone        | The 100 Best Songs of 2024          | 4     | [ 48 ] |
| Stereogum            | The 50 Best Songs of 2024           | 8     | [ 49 ] |
| UPROXX               | The Best Songs of 2024              | н/д   | [ 50 ] |
| The Washington Post  | Best Singles of 2024                | 9     | [ 51 ] |

## Награды и номинации
| Организация                     | Год  | Категория                                                                    | Результат | Ссылка |
| ------------------------------- | ---- | ---------------------------------------------------------------------------- | --------- | ------ |
| Nickelodeon Kids' Choice Awards | 2024 | Favorite Viral Song                                                          | Победа    | [ 52 ] |
| MTV Video Music Awards          | 2024 | Song of the Year                                                             | Победа    | [ 53 ] |
| MTV Video Music Awards          | 2024 | Best Editing                                                                 | Номинация | [ 53 ] |
| NRJ Music Awards                | 2024 | International Hit of the Year                                                | Номинация | [ 54 ] |
| Los 40 Music Awards             | 2024 | Best International Song                                                      | Номинация | [ 55 ] |
| MTV Europe Music Awards         | 2024 | Best Song                                                                    | Победа    | [ 56 ] |
| Myx Music Awards                | 2024 | Global Video of the Year                                                     | Победа    | [ 57 ] |
| Danish Music Awards             | 2024 | International Hit of the Year                                                | Победа    | [ 58 ] |
| Billboard Music Awards          | 2024 | Top Billboard Global 200 Song                                                | Номинация | [ 59 ] |
| Billboard Music Awards          | 2024 | Top Billboard Global 200 (Excl. US) Song                                     | Номинация | [ 59 ] |
| Grammy Awards                   | 2025 | Record of the Year                                                           | Номинация | [ 60 ] |
| Grammy Awards                   | 2025 | Best Pop Solo Performance                                                    | Победа    | [ 60 ] |
| Grammy Awards                   | 2025 | Best Remixed Recording, Non-Classical (Mark Ronson x FnZ working late remix) | Победа    | [ 60 ] |

## Список треков
| - 7-дюймовый сингл / кассета Side A 1. «Espresso» — 2:55 Side B 1. «Espresso» (On Vacation) — 2:55 - Digital EP 1. «Espresso» — 2:55 2. «Espresso» (Double Shot) — 2:29 1. «Espresso» (Mochapella) — 2:55 2. «Espresso» (Espressooooo) — 4:55 | - Working Late Remixes 1. «Espresso» (Mark Ronson x FNZ Working Late Remix) — 3:04 2. «Espresso» (Mark Ronson x FNZ Working Later Remix) — 5:38 3. «Espresso» — 2:55 |

## Чарты
| Чарт (2024)                            | Высшая позиция |
| -------------------------------------- | -------------- |
| Австралия (ARIA)                       | 1              |
| Австрия (Ö3 Austria Top 40)            | 5              |
| Бельгия/Фландрия (Ultratop 50)         | 1              |
| Бельгия/Валлония (Ultratop 50)         | 1              |
| Канада (Billboard Canadian Hot 100)    | 3              |
| Канада (Billboard AC)                  | 1              |
| Канада (Billboard CHR/Top 40)          | 1              |
| Канада (Billboard Hot AC)              | 2              |
| СНГ (TopHit Airplay)                   | 1              |
| Чехия (Rádio — Top 100)                | 10             |
| Чехия (Singles Digitál Top 100)        | 10             |
| Финляндия (Suomen virallinen lista)    | 12             |
| Франция (SNEP)                         | 7              |
| Германия (GfK)                         | 4              |
| Мир (Billboard Global 200) ·           | 1              |
| Мир (Global Excl. US, Billboard)       | 1              |
| Венгрия (Single Top 40)                | 16             |
| Израиль (Media Forest)                 | 1              |
| Ирландия (IRMA)                        | 1              |
| Исландия (Plötutíðindi)                | 1              |
| Литва (AGATA)                          | 2              |
| Малайзия (Billboard)                   | 1              |
| Нидерланды (Dutch Top 40)              | 3              |
| Нидерланды (Single Top 100)            | 4              |
| Новая Зеландия (Recorded Music NZ)     | 2              |
| Норвегия (VG-lista)                    | 2              |
| Португалия (AFP)                       | 4              |
| Россия Airplay (TopHit)                | 2              |
| Сингапур (RIAS)                        | 1              |
| Словакия (Singles Digitál Top 100)     | 11             |
| Республика Корея BGM (Circle)          | 97             |
| Испания (PROMUSICAE)                   | 26             |
| Швеция (Sverigetopplistan)             | 4              |
| Швейцария (Schweizer Hitparade)        | 2              |
| Великобритания (OCC UK Singles)        | 1              |
| США (Billboard Hot 100) ·              | 3              |
| США (Billboard Adult Contemporary)     | 6              |
| США (Billboard Adult Pop Airplay)      | 1              |
| США (Billboard Dance/Mix Show Airplay) | 6              |
| США (Billboard Pop Airplay)            | 1              |
| США (Billboard Rhythmic)               | 23             |

| Чарт (2024)                           | Позиция |
| ------------------------------------- | ------- |
| Belgium (Ultratop Flanders)           | 10      |
| Canada (Canadian Hot 100)             | 6       |
| Germany (GfK)                         | 16      |
| Global 200 (Billboard)                | 3       |
| New Zealand (Recorded Music NZ)       | 5       |
| Philippines (Philippines Hot 100)     | 10      |
| Switzerland (Schweizer Hitparade)     | 7       |
| UK Singles (OCC)                      | 3       |
| US Billboard Hot 100                  | 7       |
| US Adult Contemporary (Billboard)     | 21      |
| US Adult Top 40 (Billboard)           | 8       |
| US Dance/Mix Show Airplay (Billboard) | 13      |
| US Mainstream Top 40 (Billboard)      | 8       |

## Сертификации
| Регион | Сертификация  | Продажи   |
| --- | ------------- | --------- |
| Австралия (ARIA) | Платиновый    | 70 000    |
| Австрия (IFPI Austria) | Платиновый    | 30 000    |
| Бельгия (BEA) | Платиновый    | 40 000    |
| Бразилия (ABPD) | Бриллиантовый | 160 000   |
| Канада (Music Canada) | 5× Платиновый | 400 000   |
| Дания (IFPI Danmark) | Платиновый    | 90 000    |
| Франция (SNEP) | Бриллиантовый | 333 333   |
| Германия (BVMI) | Золотой       | 300 000   |
| Италия (FIMI) | Платиновый    | 100 000   |
| Новая Зеландия (RMNZ) | 3× Платиновый | 90 000    |
| Польша (ZPAV) | 3× Платиновый | 150 000   |
| Португалия (AFP) | 3× Платиновый | 30 000    |
| Испания (PROMUSICAE) | Платиновый    | 60 000    |
| Великобритания (BPI) | 2× Платиновый | 1 200 000 |
| США (RIAA) | 5× Платиновый | 5 000 000 |
| Стриминг |               |           |
| Центральная Америка (CFC) | Золотой       | 3 500 000 |
| Греция (IFPI Greece) | 2× Платиновый | 4 000 000 |
| Данные о продажах + прослушиваниях приведены только на основе сертификации. · Данные только о прослушиваниях приведены на основе сертификации. |               |           |

## История выхода
| Регион         | Дата           | Формат                     | Лейбл                  | Ссылка        |
| -------------- | -------------- | -------------------------- | ---------------------- | ------------- |
| Мир            | 11 апреля 2024 | Цифровые загрузки стриминг | Island                 | [ 6 ]         |
| Великобритания | 7 июня 2024    | 7" сингл кассета           | Polydor                | [ 61 ] [ 62 ] |
| Канада         | 7 июня 2024    | 7" сингл                   | Universal Music Canada | [ 138 ]       |